# 沙爾霍羅德
沙爾霍羅德（羅馬化：Sharhorod），亦译为沙尔戈罗德、沙尔哥罗德，是乌克兰文尼察州日梅林卡區沙尔霍罗德市镇内的城市及该市镇的行政中心，2020年7月18日前为沙爾霍羅德區的行政中心。該市距離州府文尼察62公里，始建於1585年，面積6.87平方公里，海拔高度245米，2022年人口数量为6,982人。

## 图集

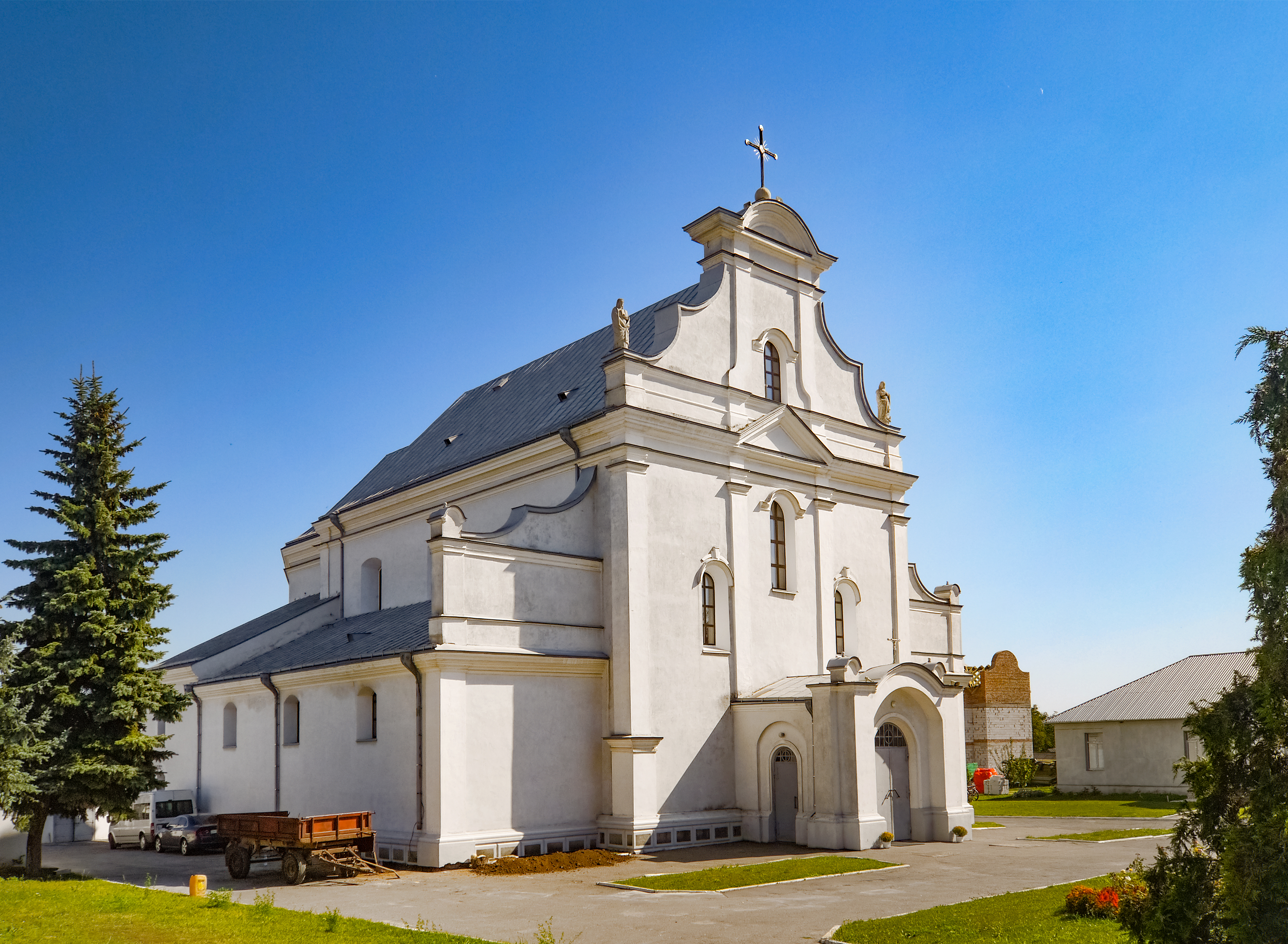
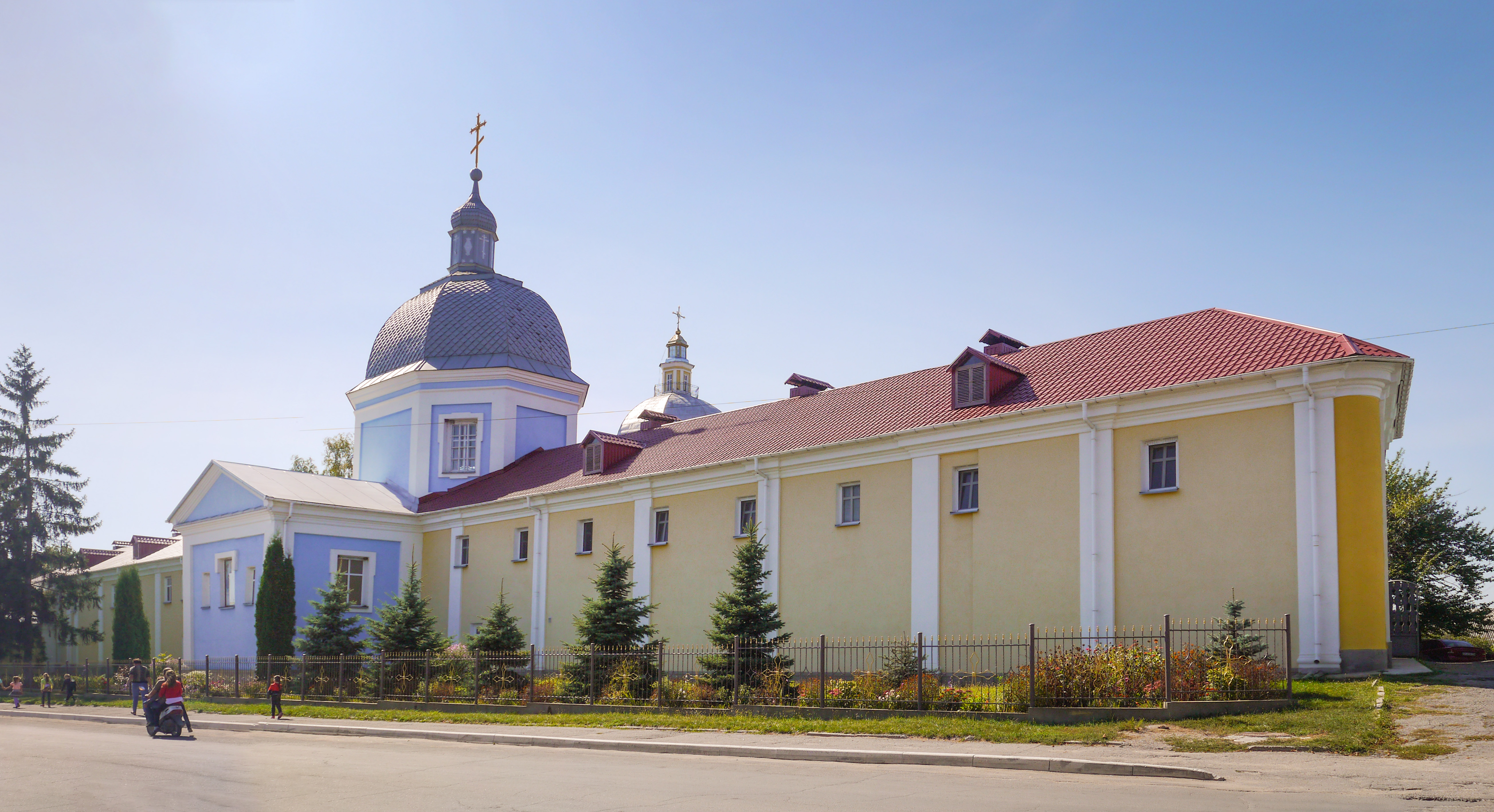
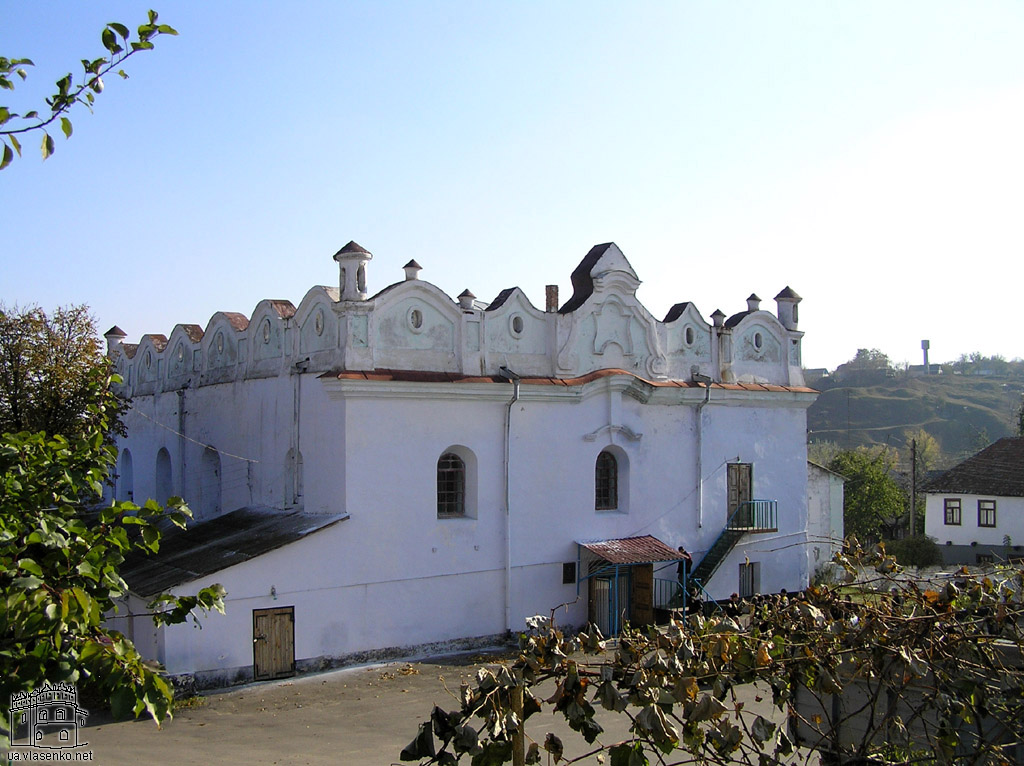
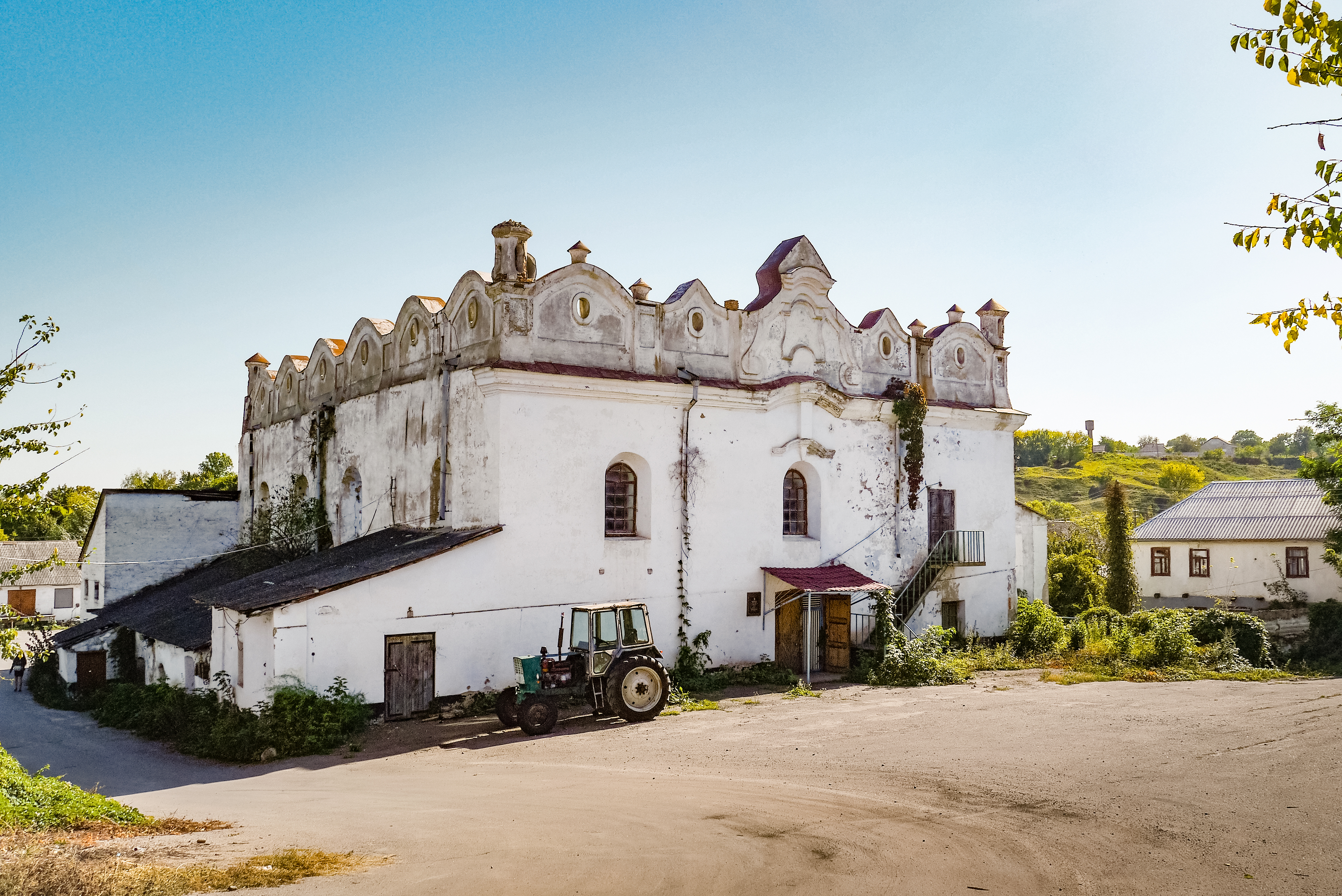

## 備注
1. ↑  俄语：